# Jami Bernard
Jami Bernard (New York, 10 agosto 1956) è una critica cinematografica, scrittrice e personaggio televisivo statunitense.
Nella sua carriera è stata redattrice per il New York Post e per il Daily News, vincendo anche alcuni premi giornalistici. Membro del National Society of Film Critics e del New York Film Critics Circle, del quale ha ricoperto la carica di presidente, Bernard ha pubblicato articoli anche su varie riviste, come Entertainment Weekly, Seventeen, Glamour e Self.
Oltre alla sua attività giornalistica, la critica newyorkese è attiva anche nel campo della letteratura; ha fondato la casa editrice Barncat Publishing ed ha scritto otto libri, tra cui The Incredible Shrinking Critic, Chick Flicks, Total Exposure, First Films, Quentin Tarantino: The Man and His Movies e Breast Cancer: There and Back, quest'ultimo riguardante la sua esperienza nella lotta al tumore del seno. Ha poi scritto un fumetto su Lois Lane per la DC Comics, attingendo alle sue prime esperienze lavorative con il New York Post per la svilupparne la trama.
In campo televisivo, Bernard ha preso parte a vari show, tra cui The Oprah Winfrey Show e Today; è apparsa anche in alcuni documentari, tra cui la serie Indie Sex dell'Independent Film Channel. È inoltre presente nel documentario del 2009 For the Love of Movies: The Story of American Film Criticism.